# 고기동형 자쿠 II
고기동형 자쿠 II(영어: Zaku II High Mobility Type 또는 Zaku II High Maneuver Model, 일본어: 高機動型ザクII)는 《건담 시리즈》에 등장하는 모빌 슈트(MS)로 분류되는 가공의 유인 조종식 인간형 로봇 병기이다.
TV 애니메이션 《기동전사 건담》 본편에 등장하는 지온 공국군의 양산형 모빌 슈트(MS)인 자쿠 II를 우주전용으로 특화시킨 기체로서 등 부분과 다리 부분에 증설된 대형 추진기를 특징으로 한다. 생산 시기 등에 따라 다수의 베리에이션이 존재하지만, 일반적으로는 형식번호인 "MS-06R" 또는 간단히 "06R", "R형"으로 호칭되기도 한다.

## 같이 보기
- 자쿠 II